# Mallophora singularis
Mallophora singularis là một loài ruồi trong họ Asilidae. Mallophora singularis được Macquart miêu tả năm 1838. Loài này phân bố ở vùng Tân nhiệt đới.